# Jakob Heinrich Zernecke
Jakob Heinrich Zernecke (* 18. November 1672 in Thorn; † 29. Oktober 1741 in Danzig) war ein deutscher Bürgermeister der königlich-preußischen Stadtrepublik Thorn und ein Chronist. 

Jakob Heinrich Zernecke (1672–1741) auf einem Kupferstich in seiner 1727 in zweiter Auflage erschienenen Thorner Chronik

## Leben
Zernecke war Bürgermeister in der Stadtrepublik Thorn gewesen. Die Stadtrepublik gehörte zu seinen Lebzeiten dem autonomen Preußen Königlichen Anteils an, das sich zwei Jahrhunderte zuvor freiwillig in Personalunion der Krone Polens unterstellt hatte. Er ist Autor verschiedener Chroniken über die Stadt Thorn.
Im Jahr 1724 war er zum Tode verurteilt worden, weil er sich gegenüber polnischen Behörden geweigert hatte, seinem evangelischen Glauben abzuschwören und zum Katholizismus überzutreten. Er sollte deswegen enthauptet werden und wäre beinahe Opfer des Thorner Blutgerichts geworden, wurde dann aber begnadigt. Einer seiner engsten Mitarbeiter in der Stadtverwaltung, der Stadtpräsident Johannes Gottfried Roesner, ebenfalls evangelisch, der mit angeklagt gewesen war, wurde geköpft. Zernecke ließ sich danach in Danzig nieder.

## Werke (Auswahl)
- Das verpestete Thorn oder summarischer Auszug der Pestilentz-Seuchen womit nach Gottes Willen die Stadt Thorn von Anfang der Erbauung biß an gegenwärtige Zeiten heimgesuchet ist. Thorn 1710 (Digitalisat).
- Historia Thorniensis naufragae tabulae oder Kern der Thornischen Chronicke, vom 1231sten bis an das 1711te Jahr, zur erbaulichen Wissenschaft und guten Nutzen aus bewehrten Scribenten und glaubwürdigen Documenten. Thorn 1711 (Digitalisat).
- Das bey denen schwedischen Kriegen bekriegte Thorn oder ... Erzehlung desjenigen, was sich bey dieser Stadt im Jahr 1629, 1655, 1658 und 1703... zugetragen, dabey ein ... Anhang zur Thornischen Chronicke. Thorn 1712.
- Summarischer Entwurf der Geehrten und gelehrten Thorns. Thorn 1712 (Digitalisat).
- Thornische Chronica in welcher die Geschichte dieser Stadt von 1221 bis 1726 aus bewehrten Scribenten und glaubwürdigen Documentis zusammen getragen worden. 2. Auflage, Berlin 1727 (Digitalisat).